# District de Jinping
Pour les articles homonymes, voir Jinping.
Le district de Jinping (金平区 ; pinyin : Jīnpíng Qū) est une subdivision administrative de la province du Guangdong, en Chine. Il est placé sous la juridiction de la ville-préfecture de Shantou.